# Werner Kirschbaum
Werner Kirschbaum (* 1956 in Hennef) ist ein deutscher Pianist, Komponist und Dirigent. Er gehört zu den Vertretern des experimentellen Avantgarde-Jazz.

## Ausbildung
Kirschbaum erhielt mit sechs Jahren seinen ersten Klavierunterricht. Nach dem Studium der Musik- und Theaterwissenschaft an der Musikhochschule Köln studierte er Klavier bei Eva-Maria Kaiser-Jühe, dem argentinischen Pianisten und Komponisten Diego Feinstein und dem Pianisten Rudolf Buchbinder.

## Musikalisches Werk
Sein Piano-Spiel, wie auch seine Kompositionen basieren auf der Freien Improvisation. Werner Kirschbaum ist im freien Jazz zuhause und setzt sowohl in der Konzept-Komposition als auch im kommunikativ-improvisierten Spiel neue Maßstäbe.
Neben den konventionell gespielten Stücken im Stil des Free-Jazz gibt es im Repertoire Werner Kirschbaums auch Stücke, in denen er mit Techniken im Inneren des Klaviers – in Form von Schlagen, Zupfen und anderen Herausforderungen mit den „Klangreserven des Instrumentes“ experimentiert. Ebenso fordern seine synthetisch generierten Zuspielstücke, teilweise nach harmonischer, aber auch perkussiver Vorlage, die Fähigkeit des Pianisten musikalisch spontan auf verschiedenen Ebenen virtuos zu reagieren. In seinem einzigartigen Orchesterwerk „Phönix“ (2014) sind die Stimmen für Sinfonie-Orchester konkret notiert, dazu spielt der Pianist in Form Freier Improvisation. Als Dirigent des Rock-Requiems sowie Rock/Jazz-Musicals praktiziert er eine eigene stil-typische und animierende Dirigiertechnik.
Mit internationalen Konzerten, u. a. mit Günter Heinz, Lou Grassi, Roland Graeter, Matthias Schubert, Sven Pollkötter, präsentiert er immer wieder sich verändernde Kompositionen, vorzugsweise nach Notations-Konzept – grafisch und auch konkret – mit Improvisations-Freiheiten für die Musiker.

## Hochschullehrer in Kassel
Der in Kassel lebende Kirschbaum war von 1982 bis 2022 Dozent für Klavier, Jazz und Improvisation an der Kasseler Musikakademie, außerdem betätigt er sich als Prüfungsvorsitzender bei Jugend Musiziert.

## Einspielungen
- Ragtime (1986)
- Uraufführungen (1987)
- it´s piano (1997)
- gesture (1998)
- piano ... more than (1999)
- phoenix (2015)